# Sjerogošte
Sjerogošte (en serbe cyrillique : Сјерогоште) est un village du centre du Monténégro, dans la municipalité de Kolašin.

## Démographie

### Évolution historique de la population
| 1948 | 1953 | 1961 | 1971 | 1981 | 1991 | 2003 |
| ---- | ---- | ---- | ---- | ---- | ---- | ---- |
| 107  | 101  | 797  | 102  | 79   | 83   | 99   |